# Órgano de la iglesia de Santa María de la Consolación (Garrovillas de Alconétar)
El órgano de la iglesia de Santa María de la Consolación es un órgano histórico del siglo XVI ubicado en la iglesia de Santa María de la Consolación de la villa española de Garrovillas de Alconétar, en la provincia de Cáceres.

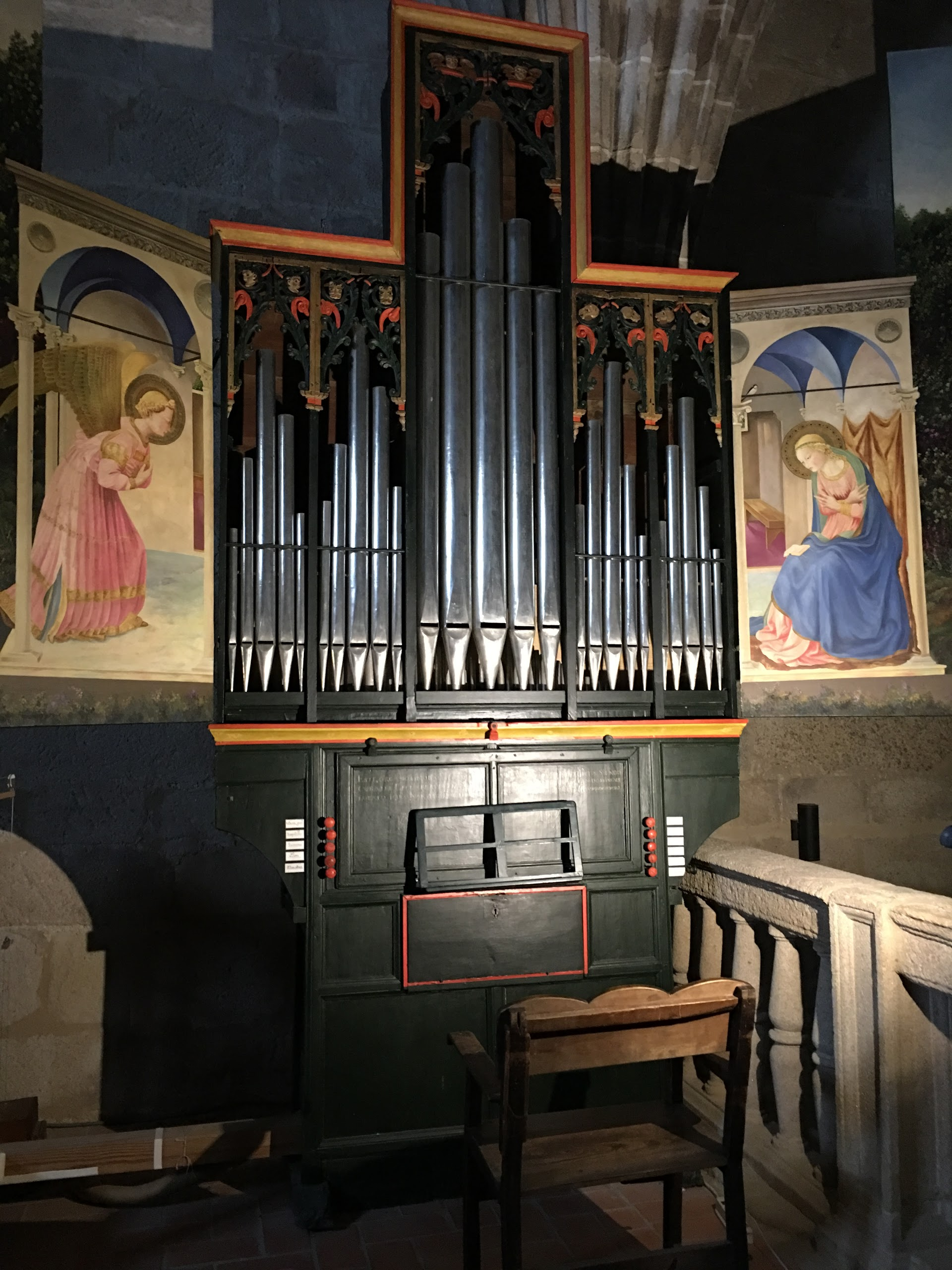
Foto a simple vista del órgano.

En 2020, fue declarado Bien de Interés Cultural por la Junta de Extremadura, por ser uno de los órganos más antiguos de Europa.

## Localización
El órgano se encuentra ubicado en el coro alto de la iglesia de Santa María, en el lado del Evangelio. Esta localización parece corresponder, al menos, con la reforma del siglo XVII, si no con la original, al conservarse la tiranta que lo une al muro. Estando clara su orientación y ubicación, el propio coro, en primer lugar, y el resto del templo, en segundo, suponen el espacio sonoro para el que está diseñado el instrumento y, por tanto, un contexto ineludible en su protección.

## Historia
Francisca García Redondo («La música en Extremadura», Cáceres, 1983) afirma que el siglo XVI fue muy importante para la música en España, entre otros motivos porque Carlos V trajo con él un gran número de músicos de Flandes. Según esta autora:

«La importancia de Garrovillas es el aspecto musical es tal, que surte, por así decirlo, de organistas a todas las parroquias de Cáceres. Nacen a partir del siglo XVI en Garrovillas excelentes organistas y cantores como Diego Rodríguez que ejerció en Cáceres en la Parroquia de Santiago, Diego Hernández en la de San Juan, y Diego Antón Durán, Juan González Zamora, Lucas Acedo (…) y el inolvidable Marcos Durán, escritor del primer tratado sobre órgano que se conoce en España».
Francisca García Redondo («La música en Extremadura», Cáceres, 1983)

El órgano de Santa María comenzó a ser conocido gracias a los músicos Carmelo Solís Rodríguez y Miguel del Barco Gallego. El primero incluyó su análisis en su tesis doctoral (desgraciadamente inédita): «El órgano en Extremadura (ss. XVI al XIX): Estudio y catalogación» (Cáceres, 1990), la cual ha sido obra de referencia en el estudio de todos quienes se han interesado por este tema.
En la publicación «Órganos, organeros y organistas en Garrovillas de Alconétar», (Garrovillas de Alconétar, 2012), se refiere abundante documentación histórica de los organistas que tocaron el instrumento de Santa María. Gracias a ella, sabemos de la existencia de los músicos Francisco Díaz (1578-1594); Pedro Romero (1595); Francisco Calderón (1616-1620); Sebastián Arias (1620-1644); Antonio Sánchez Arias (1644-1672); Juan Arias (1659-1662); Pedro Bravo Guillén (1672-1697); Francisco Bravo Bermúdez (1697-1712); Francisco Julián González (1741-1764); José Bravo Mirón (1764-1787); Simón Sánchez Arias (1787-1811) y Domingo Bravo Terrón (1868). De igual modo, hay documentación, en el archivo parroquial, de gastos de limpieza o afinamiento del instrumento, en distintas fechas. Así, en el mismo libro, se indica: «El reconocido organista italiano Horacio Fabri, afincado en Plasencia hacia 1592 y que trabajara por Arroyo de la Luz y Cáceres, fue llamado en 1595 para que arreglara y afinara el órgano de Santa María de Garrovillas, por cuya tarea se le entregaron 10 ducados (3750 maravedís)».
En la iglesia de San Pedro, también en Garrovillas de Alconétar, hay otro órgano histórico, cuyas primeras referencias corresponden a 1750.
El órgano de Santa María es uno de los escasos ejemplos de instrumentos construidos en el siglo XVI aún conservados en España y en Europa. El instrumento ha despertado el interés de numerosos historiadores durante la segunda mitad del siglo XX (Solís Rodríguez, 1983; Vila Ramos, 2003), con especial mención de los estudios que han proporcionado un vaciado documental de archivo (Molano Caballero, Martín Nieto, Serradilla Martín, 2012). Además, su larga historia enlaza con destacables trabajos sobre la música en la región (Barrios Manzano, 1980; Méndez Hernán, 2007) o sobre el modelo de órgano del siglo XVI en España (Cea Galán, 2004, 2005; y Palacios Sanz, 2011).
Aunque la fecha de realización original del órgano no está confirmada, debe localizarse entre la finalización del edificio en 1520 y la cita archivística de su primer organista, Francisco Díaz, en 1578. A partir de este momento se conocen tareas de mantenimiento en 1595 por el que fuera organero en la corte de Felipe II, el napolitano Horacio Fabri; en 1615 por Joan Amador; antes de ser reformado en Trujillo por Juan Amador el joven en 1677, como se deja constancia en una inscripción en el frente del órgano. Esta inscripción, dice: «Este órgano hízolo la Cofradía de / Nuestra Señora del Rosario, siendo Cura el licenciado Feliz Bravo y Mayor-/ domo de dicha cofradía Juan Domínguez / Lobato, hízolo Juan Amador / Organista Pedro Guillén, Presbítero/ Año 1677».
No se conocen más intervenciones de importancia hasta la realizada por Nicolás de Bernardi en 1893, como constata otra anotación en la caja, en la que se puede leer: «Nicolás de Bernardi e hijos organeros (italianos) renovaron este órgano en noviembre de 1893». El análisis del instrumento conservado confirma que, probablemente, no sufriera modificaciones destacables, con excepción de la de 1677, hasta su restauración, llevada a cabo por Gerard de Graaf entre 1987 y 1990. Respecto a la reforma del siglo XIX citada podría decirse que fue ampliamente suprimida por este organero, mientras que la del XVII no impide la comprensión de los restos preservados del instrumento anterior. Como ya apuntara De Graaf en su informe de restauración, sus características se corresponderían con los órganos de nueve palmos y medio descritos por Juan Bermudo (1555), de cuyos ejemplos sólo se conservan dos en España (el de la Capilla de San Bartolomé en Salamanca y este), siendo el presente el único que incluye aún la tubería. Finalmente, en 2011 el instrumento fue desmontado e instalado posteriormente en su lugar para facilitar las labores de restauración del coro, trabajos realizados por Manuel Luengo Flores.

## Descripción
Del instrumento original del siglo XVI se conservan tanto la caja como parte de la tubería. La caja del órgano de Santa María de Garrovillas de Alconétar cuenta con una estructura dividida en dos partes. En primer lugar, un banco muy estrecho donde se ubica la consola. En segundo, un cuerpo principal con cinco calles de tubos sonoros, siendo la principal más alta que el resto. Rematando cada calle se ubican roleos con decoración vegetal y prótomos diversos, sustituidos por querubines en la calle central. Todo ello, la única decoración tallada que se conserva en la caja, se realiza con un detallismo destacable. Este segundo cuerpo cuenta además con sendas puertas cuya decoración pictórica responde a una intervención reciente. Concretamente, de 1990 data la decoración interior de sus puertas con una reproducción de «la Anunciación» de Fray Angélico, firmada por el pintor Rufino, según indica una inscripción. No obstante, la policromía general de la caja, aunque renovada durante la restauración es probable que corresponda con la del siglo XVII. Como elemento de cierre de la caja fue una solución que debió ser habitual en los instrumentos más antiguos, pero que caería en desuso según se asentara el modelo de órgano barroco. Por ello, toda esta configuración debe ponerse en relación con otras conservadas en la península. La caja presenta un añadido en la parte trasera, que permite ubicar un nuevo registro, solución que debe corresponder al siglo XVII. Una posible interpretación de la consola es que originalmente tuviera cuatro tiradores en cada lado, y que en el siglo XVII se le añadieran uno en la parte inferior del lado derecho, y uno en la parte superior del lado izquierdo. Más tarde, probablemente en la intervención decimonónica se incluiría el accionamiento del Flautado en el lateral. Si esto se confirmase, se trataría de un instrumento con un registro general fijo, y cuatro registros partidos.
La tubería supone el elemento más destacable de aquellos conservados (ver tabla más abajo), por su singular antigüedad, cantidad, estado de conservación y características. Con excepción de los tubos incorporados en el siglo XX, el resto ofrecen similares características tanto formales como de material, lo que lleva a pensar en un origen común en el siglo XVI o XVII, siendo más probable la primera opción. El Flautado se encuentra repartido entre la fachada (C-e’) y el interior. Los tubos exteriores están cortados a tono sin entallas, contando con una decoración en punta de lanza. Esta particularidad lleva aparejado que el reparto sería el original del siglo XVI, siendo un caso de excepcional rareza, que permite una aproximación a la afinación habitual para los órganos en esta zona (ver tabla más abajo). Afortunadamente la tubería de fachada está completa, incluyendo más de dos octavas, lo que permite confirmar el patrón previsto. El segundo registro, que correspondería con una Octava muestra la misma decoración, como ocurre también en el Tapadillo. En este último caso, los tubos se pueden dividir en dos según la longitud de sus pies: 180 mm entre C-ds’ y 130 mm entre e’ y a’’. La Quincena también conserva tubos antiguos en la primera octava (C, D, E, F, G, A, B), decorados aquí con escudetes redondos, lo que apunta a una fecha posterior, siendo el resto recientes. El secreto indica que este registro se duplicaba en dos hileras entre c’s y a’’, característica común entre los órganos del siglo XVI. Como se viene explicando, esta tubería se ha conservado en excepcional estado en la mayoría de sus características, lo que obliga a mantenerla sin alteraciones.

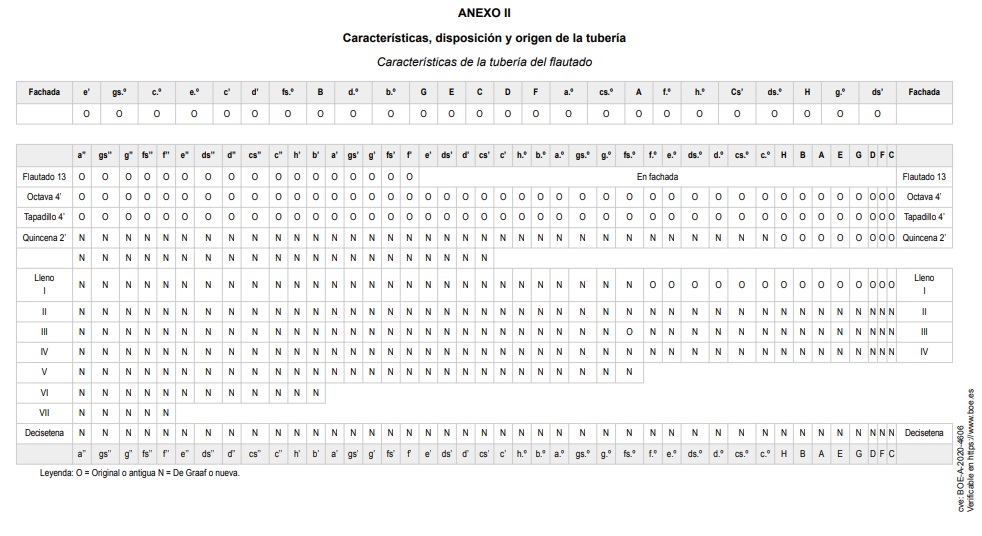
Características de la tubería del flautado según la descripción oficial del Boletín Oficial del Estado.

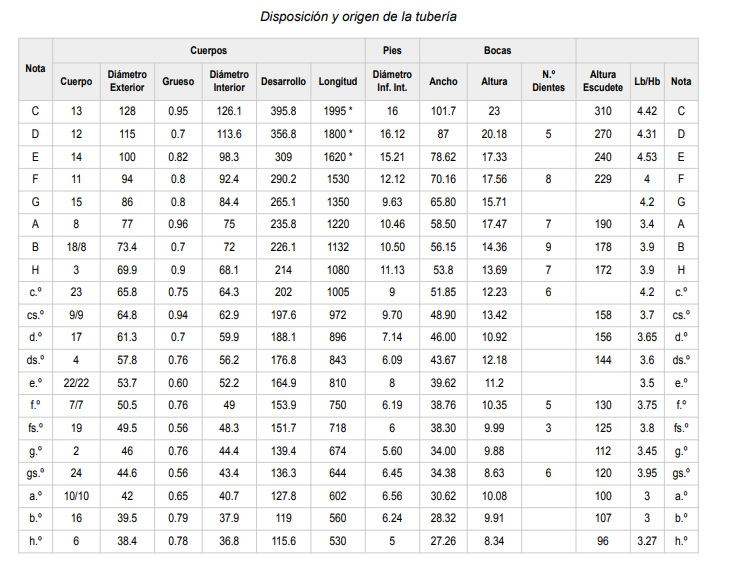
Disposición y origen de la tubería según la descripción oficial del Boletín Oficial del Estado.

En la reforma del siglo XVII se sustituyó el secreto previo por uno de teclado partido, con el flautado corrido para ambas manos. Este secreto está construido en un bloque macizo de roble con las cancelas talladas en sentido transversal al hilo, de nuevo un ejemplo excepcional en el panorama nacional. Cuenta con una disposición cromática de cuarenta y dos notas iniciándose con octava corta, y ubicando la partición entre c’ y cs’. El arca de viento se cierra con dos tapas y cierres giratorios de hierro. En el interior las guías de las ventillas son de latón y se ubican delante cada ventilla, siendo los muelles de latón correspondientes a la reciente restauración. Las correderas son de roble, pintadas con grafito, siendo las tapas y los panderetes del mismo material forrados de piel, renovada en el siglo XX. En las tapas se encuentran tornillos de cabeza redonda y arandelas elásticas de ajuste, todo de reciente incorporación. Se conservan además tres boquilleros para la fachada, realizados en roble y asentados directamente sobre el secreto. La disposición del Lleno puede considerarse propia del siglo XVI, aunque reubicada en un secreto renovado en 1677. Actualmente dispone de siete hileras (I-IV: C-a’’; V: fs.º-a’’; VI: b’-a’’; VI: f’-a’’), lo que hace un total de 208 tubos, mayoritariamente nuevos. Esta disposición podría corresponder con el crecimiento gradual en número de hileras propio de los órganos del siglo XVI. De hecho, el propio Fabri planteó en el Monasterio de la Merced de Madrid (1580) un lleno que iba de siete a trece hileras, planteándose aquí la mitad. En cambio, cada hilera tiene un desarrollo lineal, sin repeticiones, y aparecen hileras duplicadas, lo que resulta arcaico para la reforma de 1677. Por último, la Decisetena debe interpretarse como una adición realizada durante esta reforma, registro del que además no se conservan tubos, ubicado en el extremo del secreto. La mecánica de registros parece probable que se trate de una reconfiguración del siglo XVII a partir de la original, finalmente restaurada en el siglo XX. 
La disposición actual de registros es la siguiente (etiquetas manuscritas modernas):
| Mano izquierda Octava general Tapadillo Quincena Lleno Diecisetena | Mano derecha Octava general Tapadillo Quincena Lleno Diecisetena Flautado (ambas manos) |

Los árboles están realizados en hierro forjado, mientras que las tirantas son de pino. Los pomos están torneados y actualmente pintados en rojo. Otro elemento incorporado en 1677, según el informe de De Graaf, es el teclado, realizado en boj las notas naturales, y en madera pintada de negro los sostenidos. El cuerpo de las teclas es de pino, así como la camilla. En los frentes de las naturales se han incluido una decoración de arcadas.
Igualmente, cabe señalar los elementos incluidos durante la restauración de finales del siglo XX, que por su carácter reversible podrían eliminarse sin afectar al valor patrimonial del órgano, siempre que se garantice su viabilidad como instrumento musical. El sistema de alimentación de aire fue introducido por completo en esta fase, constando de dos fuelles de cuña de tres pliegues colocados en paralelo, siguiendo modelos históricos. Además de esta opción manual se incluyó un motor Ventola con cierre de cortinilla y conducto de cartón corrugado a conducto primario. La presión actual es de 60 mm. c.a., lo que parece un criterio establecido por la restauración. Frente a esto, una de las pesas de los fuelles puede interpretarse como una pieza tallada en el siglo XVI, aunque es difícil confirmar definitivamente que esta fuera su función original. La mecánica de notas también fue intervenida profundamente por De Graaf. Esta reducción se ubica sobre un tablero nuevo de pino de Flandes, sobre el que se encuentran los molinetes, quizás originales, de pino con sección octogonal. Los brazos son de forja, mientras que los soportes de los molinetes y sus ejes son de latón, seguramente renovados, al igual que ocurre con el varillaje de hierro galvanizado y las piezas de casimir. En este mismo momento se introdujeron unas tirantas metálicas para estabilizar la caja, medida que no forma parte de los elementos originales del instrumento. Además de estas partes que fueron introducidas durante la restauración, existen elementos más pequeños que venían a permitir el uso de estructuras preexistentes. Así, las arandelas Schmidt, el tubo corrugado, o incluso algunas conexiones que no están surtiendo el efecto necesario no deberían permanecer en futuras intervenciones sobre el instrumento. Dicho esto, los elementos incorporados por la intervención de De Graaf se consideran perfectamente reversibles y permiten el necesario funcionamiento del instrumento, mientras no se sustituyan siguiendo los controles establecidos por la legislación. A pesar de esto, la protección no debe hacerse extensiva a ninguno de ellos, existiendo en la actualidad otros procedimientos de restauración más aconsejables que permitirían una mejor aproximación sonora a la época del instrumento.